# Ferenc Jádi
Ferenc Jádi [ˈferenʦ ˈjaːdi] (* 1952 in Töröcske) ist ein ungarischer Mediziner, Kunsttheoretiker, Universitätsprofessor und Künstler.

## Biographie
Jádi studierte zwischen 1970 und 1976 Bildende Kunst, Medizin und Philosophie in Budapest und Pécs. 1976 erfolgte die Promotion. Nach der Ausbildung zum Facharzt für Psychiatrie und Psychoanalyse war er wissenschaftlicher Assistent an der Universität Pécs (Ungarn), der Ruprecht-Karls Universität Heidelberg, und am Albert-Einstein College of Medicine der Yeshiva University in New York.
1982 war er Gründungsmitglied der International Conference on Literature and Psychology. Zwischen 1992 und 1998 nahm er eine Gastprofessur für Kunsttherapie an der Universität der Künste Berlin in Berlin wahr. Im Jahre 2000 erfolgte die Berufung als Universitätsprofessor auf den Lehrstuhl für Kunstpädagogik und Kunsttherapie an der Technischen Universität Dortmund. Er hatte zahlreiche Lehraufträge und Gastprofessuren u. a. an der Akademie der Bildenden Künste München, der Alanus Hochschule für Kunst und Gesellschaft in Alfter bei Bonn, der Hochschule für Bildende Künste Dresden und der Universität Pécs inne.
Ferenc Jádi war Mitglied der Ungarischen Akademie der Wissenschaften. Seine Werke waren in zahlreichen Einzelausstellungen zu sehen und befinden sich zum Teil in öffentlichen Sammlungen.
Seit 1984 ist er mit der Ärztin und Kuratorin Inge Jádi verheiratet.

## Wissenschaftliche Arbeit
In seiner wissenschaftlichen Arbeit nimmt er eine hermeneutisch-phänomenologische Perspektive ein.
Besondere Schwerpunkte Jádis sind die Beschäftigung mit Theorie und Praxis der künstlerischen Zeichnung, der Kunst von Geisteskranken und Art brut, der Theorie und Philosophie des Bildes, sowie grundlegenden künstlerisch-ästhetischen Fragen, besonders der Theorie des künstlerischen Ausdrucks in der Architektur und Kunst.
Im Rahmen dessen publizierte er in Aufsätzen und Büchern über Gustav Courbet, Albrecht Dürer, die Diluvio Zeichnungen von Leonardo da Vinci aber auch in den Randgebieten der Kunstgeschichte wie den Künstlern der Sammlung Prinzhorn, sowie allgemein zur Ästhetik und der Bild- und Zeichnungstheorie. Darüber hinaus veröffentlichte er Texte zu psychoanalytischen und psychopathologischen Themen. Unter Zuhilfenahme von Kategorien der künstlerischen Produktionsästhetik, der Gestaltpsychologie und der Phänomenologie entwickelte Jádi in zahlreichen Publikationen seinen Ansatz an einer phänomenologisch orientierten Bildhermeneutik.

## Publikationen
Eigenständige Veröffentlichungen
- Iris und Pupilla Zum künstlerischen Werk von Emil Siemeister im Rahmen einer allgemeinen Kreatologie. Königsdorf 2019, ISBN 978-3-200-05773-9.
- Von der Zeichnung. Hochschule f. Grafik u. Buchkunst, Leipzig 1998, ISBN 3-932865-04-9.
- Rákszemek. Kijárat, Budapest 1996, ISBN 963-9136-10-7.
- Alulírottak földje. Kaposvár, 1996, ISBN 963-650-343-5.
- Köztetek lettem én bolond: sors és vers József Attila utolsó éveiben. [Schicksal und Dichtung in den letzten Lebensjahren von Attila József], Magvető, Budapest 1982.

Als Herausgeber
- Muzika: Kompositionen, Musikbezogene Werke von psychisch Kranken, Grafische Notationen und bildnerische Arbeiten aus der Prinzhorn-Sammlung. Wunderhorn, Heidelberg 1989.

Aufsätze und Katalogbeiträge (Auswahl)
- Iris und Pupilla. Bildtheoretische u. produktionsästhetische Überlegungen zum künstlerischen Werk von Emil Siemeister. In: Emil Siemeister: Vom Rufen zum semiotischen Fallenstellen. Museum Folkwang, Göttingen, Steidl 2016, S. 15–25.
- Das Musikalische und der psychotische Hörraum. In: Barbara Eisner (Hrsg.): Schöpfungen in der Feld-Dynamik von Kunst. Medizin, Therapie, Spiritualität und Gesellschaft. Südwestdeutscher Verlag für Hochschulschriften 2010, S. 81–86.
- Identität und Ausdruck. In: W. Beudels, R. Hammer (Hrsg.): Bewegung in der Lebensspanne – Festschrift für Gerd Hölter. Lemgo 2008, S. 23–62.
- Über die Unberechenbarkeit der Idee zu bauen. In: Gebaute Visionen – 100 Jahre Deutscher Ausschuss für Stahlbeton 1907–2007. Beuth, Berlin / Wien / Zürich 2007, S. 20–26.
- Der Teufel, das Mädchen und andere geheime Details: Friedrich Leonhardts Fents Zauberlaterne. In: Thomas Röske, Bettina Brand-Claussen (Hrsg.): AIR LOOM – Der Luft-Webstuhl und andere gefährliche Beeinflussungsapparate. Heidelberg 2006, S. 182–195.
- Die Unbilden eines Denkapparates. Tausks psychoanalytische Hypothese zur Metapsychologie der Schizophrenie. In: Thomas Röske, Bettina Brand-Claussen (Hrsg.): AIR LOOM – Der Luft-Webstuhl und andere gefährliche Beeinflussungsapparate. Heidelberg 2006, S. 76–89.
- Sursum Corda: Freud és a zsidó identitás (dt. Sursum Corda: Freud und die jüdische Identität), in: Magyar Lettre. Nr. 62, 2006, S. 17–20.
- Identität, Leiblichkeit und der Eigensinn zu bauen. Bildtheoretische und kreatologische Überlegungen. In: Bundesamt für Bauwesen und Raumordnung in Zusammenarbeit mit der UdK Berlin (Hrsg.): Kulturforum Berlin. Berlin 2004, ISBN 3-89462-112-5, S. 57–66.
- In zwei Fällen. (Bildlichkeit und Schamanismus). In: Katharina Corsepius (Hrsg.): Opus Tesselatum. Modi und Grenzgänge der Kunstwissenschaft. Festschrift für Peter Cornelius Claussen. Olms, Hildesheim 2004, S. 95–104.
- Reisebilder / Bilderfahrung. In: Ausst.-Kat. Bettina van Haaren, Ecke mit Findelkindern, Albert-Struwe-Preis für Zeichnung, Ennigerloh 2003, S. 5–12.
- Intersubjektivität, Bildlichkeit und die Welt der Schizophrenen. Eine unversehens merkwürdige Bildergeschichte. In: T. Fuchs, I. Jádi, B. Brand-Claussen, Chr. Mundt (Hrsg.): Wahn Welt Bild. Springer Verlag, Berlin/Heidelberg 2002, S. 133–168.
- Gibt es eine Grundlagenwissenschaft der Kunsttherapien? In: P. Petersen (Hrsg.): Forschungsmethoden künstlerischer Therapien. Grundlagen – Projekte – Vorschläge. Stuttgart/Berlin 2002, S. 148–177.
- Noblesse Oblige – Unsichtbares und Unsagbares in Natterers Leben und Werk. In: Bettina Brandt-Claussen (Hrsg.): August Natterer: Die Beweiskraft des Bildes. Wunderhorn, Heidelberg 2001, S. 215–322.
- Zwei Fälle: Begriff und Auslegung bei Otto Stuss und Carl Lange. In: Ingried Brugger (Hrsg.): Kunst & Wahn. DuMont, Köln 1997, S. 207–217.
- Der Traum des Doktors. (Freud und Dürer). In: Texte aus dem Colloquium Psychoanalyse. Band 1, Heft 1, Berlin 1997, S. 5–31.
- Aki van, kíván: Jacques Lacan és Courbet – A világ eredete című festménye (dt. Lacan und der "Ursprung der Welt" von Courbet) In: Thalassa. (7), 1, 1996, S. 119–134.
- Halálnak halaláal holz. Leonardo diluvio rajzai (dt. Über die Diluvio Zeichnungen von Leonardo da Vinci), In: Thalassa. 5, 1994, S. 247–260.
- Improvisation und Ontologie – Fragen zu einer Behandlung durch Musizieren. In: Deutscher Berufsverband der Musiktherapeuten e. V. / Deutsche Musiktherapeutische Gesellschaft (Hrsg.): Einblicke. (5), 1994: Heft "Resonanz", S. 34–53.